# 8 Foot Sativa
8 Foot Sativa (auch 8 Foot) ist eine Metal-Band aus Auckland, Neuseeland.

## Bandgeschichte
Brent Fox und Gary Smith, beide Metal-Fans, kannten sich bereits von der Massey High School in Auckland, als sie beschlossen, eine Band zu gründen. Gemeinsam mit Peter „Speed“ Young am Schlagzeug, Russell als Sänger und „Fat“ Dave am Bass spielten sie in ihrer Anfangszeit Covers von Pantera, Iron Maiden, Judas Priest, Sepultura, Metallica und Slayer. Da Dave oft nicht zu den Proben erschien, wechselte Brent Fox von der Gitarre zum Bass. Russell war seine Pop-Band wichtiger, weshalb auch er ging. Kurze Zeit später lernten sie an einer Musikschule Ari kennen, der dort Schlagzeug spielte. Er wurde ihr erster Sänger, mit dem sie auch eigene Lieder einstudierten. Ari schrieb unter anderem die Texte für Fuel Set, Kick it all Away und Engine, die später auch auf ihrem Debütalbum Hate Made Me vertreten sein würden. Dann verschwand er und ließ einige Jahre nichts mehr von sich hören. In einem Einkaufszentrum traf die Band Justin „Jackhammer“ Niessen, der ihr neuer Sänger wurde.
In dieser Formation nahmen sie ihr erstes Album Hate Made Me auf, das am 3. März 2002 in Neuseeland veröffentlicht wurde. Es stieg auf Platz 43 der neuseeländischen Album-Charts ein und hat mittlerweile Gold-Status erreicht. Die daraus ausgekoppelte Single 8 Foot Sativa war für acht Wochen auf Platz 1 der Top12-Liste der TV-Musikkanals M2 und blieb für insgesamt sieben Monate in diesen Charts, davon fünf Monate in den Top 3. Kurz danach verließ Peter Young wegen musikalischer Differenzen die Band und wurde durch Sam Sheppard ersetzt.
Am 14. Juli 2003 erschien das zweite Album Season for Assault, das auf Platz 6 der Alben-Charts und Platz 1 der Indie-Chart einstieg. Im folgenden Jahr wurde es von Roadrunner Records auch in Australien veröffentlicht und etwas später durch Black Mark Production weltweit vertrieben. Auch das Debütalbum wurde von Black Mark Production weltweit veröffentlicht.
Zwei Wochen bevor die Band für die Aufnahmen ihres dritten Albums nach Schweden flog, stieg Niessen aus. Schon zwei Tage später war jedoch in Matt Sheppard, dem Bruder des Schlagzeugers Sam Sheppard, ein neuer Sänger gefunden. Mit ihrem neuen Sänger nahmen sie im Underground Studio in Schweden das dritte Album Breed the Pain auf. Seine Freundin erledigte das Artwork dafür. Anfang 2005 wurde es veröffentlicht. Nach der Breed the Pain-Tour verließen die Sheppard-Brüder jedoch 8 Foot wieder um ihre eigene Band Sinate wieder zu reaktivieren. Für vier Neuseelandkonzerte im September 2005 übernahm daher Niessen noch mal das Mikrofon. Ergänzt wurde die Band in dieser Zeit von Corey Friedlander am Schlagzeug und William Cleverdon an der Gitarre.
Auch 2006 drehte sich das Bandkarussell weiter oder wie sie selbst es nannten “... the line-up changes from hell.” (dt. ... Line-Up-Wechsel aus der Hölle). Ben Read von der neuseeländischen Death-Metal-Band Ulcerate wurde der neue Sänger, mit dem man wieder nach Schweden ins Underground Studio flog. Dort aber verletzte sich Friedlander und konnte dadurch die Schlagzeug-Aufnahmen nicht durchführen. Für ihn sprang Steven Westerberg von Carnal Forge ein. Kurz nach den Aufnahmen verließ William Cleverdon die Band, kehrte jedoch Mitte 2006 als zweiter Gitarrist zurück. Friedlander ging wegen persönlicher Gründe und um sich mehr seiner anderen Band Final Eve zu widmen. Jamie Saint Merat, der auch bei Reads anderer Band Ulcerate spielte, kam als Ersatz für ihn zu 8 Foot. Im Oktober 2006 stieg auch Brent Fox aus, weil es ihm keinen Spaß mehr machte. Er wurde durch Rommilly Smith ersetzt. Aber auch das war nicht das Ende der Besetzungswechsel. Im Jänner 2007 ging William Cleverdon wegen Schmerzen in seinem linken Handgelenk zum Arzt, wo festgestellt wurde, dass ein Knochen in seinem Unterarm viel kürzer war als der andere. Dies erforderte mehrere Operationen und eine längere Reha, weshalb er nicht mehr für die Band arbeiten konnte. Christian Humpreys aus Smiths anderer Band NewWayHome ersetzte ihn.
All das und weitere Probleme verzögerten die Veröffentlichung des nächsten Albums Poison of Ages. Es erschien schließlich am 21. Mai 2007.

## Diskografie
- Hate Made Me
  - 3. März 2002, Intergalactic Records (NZ)
  - 18. Oktober 2004, Black Mark Production (weltweit)
- Season for Assault
  - 14. Juli 2003, Intergalactic Records (NZ)
  - 12. April 2004, Roadrunner Records (AUS)
  - 13. September 2004, Black Mark Production (weltweit)
- Breed the Pain
  - 11. Januar 2005, Intergalactic Records (NZ)
  - 7. März 2005, Roadrunner Records (AUS)
  - 18. April 2005, Black Mark Production (weltweit)
- Poison of Ages
  - 2007, Sativa Records (NZ)
  - 21. Mai 2007, Universal Records (weltweit)
- The Shadow Masters
  - 2013, Eigenproduktion

## Auszeichnungen
- Best New Act 2002, Squeeze TV’s Award Show[7]